# لینا هول
لینا هول (زاده ۳۰ ژانویه ۱۹۸۰ میلادی) یک هنرمند و ترانه‌سرا-خواننده آمریکایی است.
او در فیلم شرط‌بندی بازی کرده است.